# Lewis Charles Levin

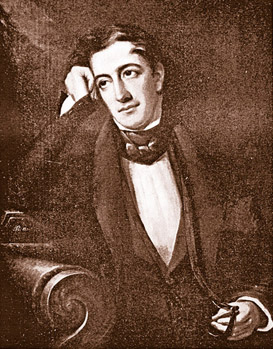
Lewis Charles Levin

Lewis Charles Levin (* 10. November 1808 in Charleston, South Carolina; † 14. März 1860 in Philadelphia, Pennsylvania) war ein US-amerikanischer Politiker. Zwischen 1845 und 1851 vertrat er den Bundesstaat Pennsylvania im US-Repräsentantenhaus.

## Werdegang
Lewis Levin absolvierte das South Carolina College, die spätere University of South Carolina in Columbia. Um das Jahr 1828 zog er nach Woodville in Mississippi, wo er als Lehrer arbeitete. Nach einem anschließenden Jurastudium und seiner Zulassung als Rechtsanwalt begann er in verschiedenen Bundesstaaten in diesem Beruf zu praktizieren. Gleichzeitig schlug er eine politische Laufbahn ein. Er führte einen Kreuzzug gegen den Alkoholkonsum. Außerdem war er im Jahr 1842 einer der Gründer der American Party. Dabei hielt er provozierende Reden, unter anderem gegen Katholiken, die in Philadelphia zu Unruhen unter der Bevölkerung führten. Levin gab damals auch die Zeitung Philadelphia Daily Sun heraus.
Bei den Kongresswahlen des Jahres 1844 wurde Levin im ersten Wahlbezirk von Pennsylvania in das US-Repräsentantenhaus in Washington, D.C. gewählt, wo er am 4. März 1845 die Nachfolge von Edward Joy Morris antrat. Nach zwei Wiederwahlen konnte er bis zum 3. März 1851 drei Legislaturperioden im Kongress absolvieren. Diese waren von den Ereignissen des Mexikanisch-Amerikanischen Krieges geprägt. Danach bestimmten die Diskussionen um die Frage der Sklaverei die amerikanische Innenpolitik. Von 1847 bis 1849 war Levin Vorsitzender des Committee on Engraving. Im Jahr 1850 wurde er nicht wiedergewählt.
Nach dem Ende seiner Zeit im US-Repräsentantenhaus strebte Lewis Levin seine Wahl in den US-Senat an. Dabei geriet er unter Korruptionsverdacht, weil er versucht haben soll, Abgeordnete im Repräsentantenhaus von Pennsylvania zu bestechen. Diese hatten nach damaligem Recht die Befugnis, die US-Senatoren zu wählen. In den folgenden Jahren setzte er seine Agitation gegen politische Gegner fort. Dabei erlitt er einen Nervenzusammenbruch. Er wurde in eine Nervenklinik eingeliefert, wo er am 14. März 1860 verstarb.